# Poro (Côte d'Ivoire)
 (janvier 2019).
Si vous disposez d'ouvrages ou d'articles de référence ou si vous connaissez des sites web de qualité traitant du thème abordé ici, merci de compléter l'article en donnant les références utiles à sa vérifiabilité et en les liant à la section « Notes et références ».
Pour les articles homonymes, voir Poro.
Poro est une région du nord de la Côte d'Ivoire, dont le chef lieu est Korhogo. 
En 2021, la population est estimée à 1 040 461 habitants.

## Situation
La région se compose des quatre départements suivants, :
- Dikodougou
  - Sous-préfectures: Boron, Dikodougou, Guiembé,
- Korhogo (héritage), dont le chef-lieu est également chef-lieu du district des Savanes, depuis 2011 
  - Sous-préfectures: Dassoungboho, Kanoroba, Karakoro, Kiémou, Kombolokoura, Komborodougou, Koni, Korhogo, Lataha, Nafoun, Napiéolédougou, N'Ganon, Niofoin, Sirasso, Sohouo, Tioroniaradougou,
- M'Bengué
- Sinématiali

## Centres d'intérêt
Le Poro est aussi le nom du bois sacré qui est le lieu d'une initiation comme la fête de génération chez les Ebrié.

## Modification administrative
En 2011, une loi de décentralisation a supprimé les régions et créé les districts de Côte d’Ivoire, dont le District des Savanes.